# Ri Kwang-il
Ri Kwang-il (kor:리광일; ur. 13 kwietnia 1988 w Pjongjangu) – północnokoreański piłkarz występujący na pozycji bramkarza w klubie 4.25 Sports Club.

## Kariera klubowa
Ri Kwang-il jest wychowankiem klubu Sobaeksu Kaesŏng. Obecnie występuje w zespole 4.25 Sports Club.

## Kariera reprezentacyjna
Do chwili obecnej Ri Kwang-il rozegrał 3 spotkania w reprezentacji Korei Północnej. W 2011 został powołany do kadry na Puchar Azji.